# Eryngium creticum
Eryngium creticum är en flockblommig växtart som beskrevs av Jan och Giovanni Gussone. Eryngium creticum ingår i släktet martornar, och familjen flockblommiga växter. Inga underarter finns listade i Catalogue of Life.

## Bildgalleri

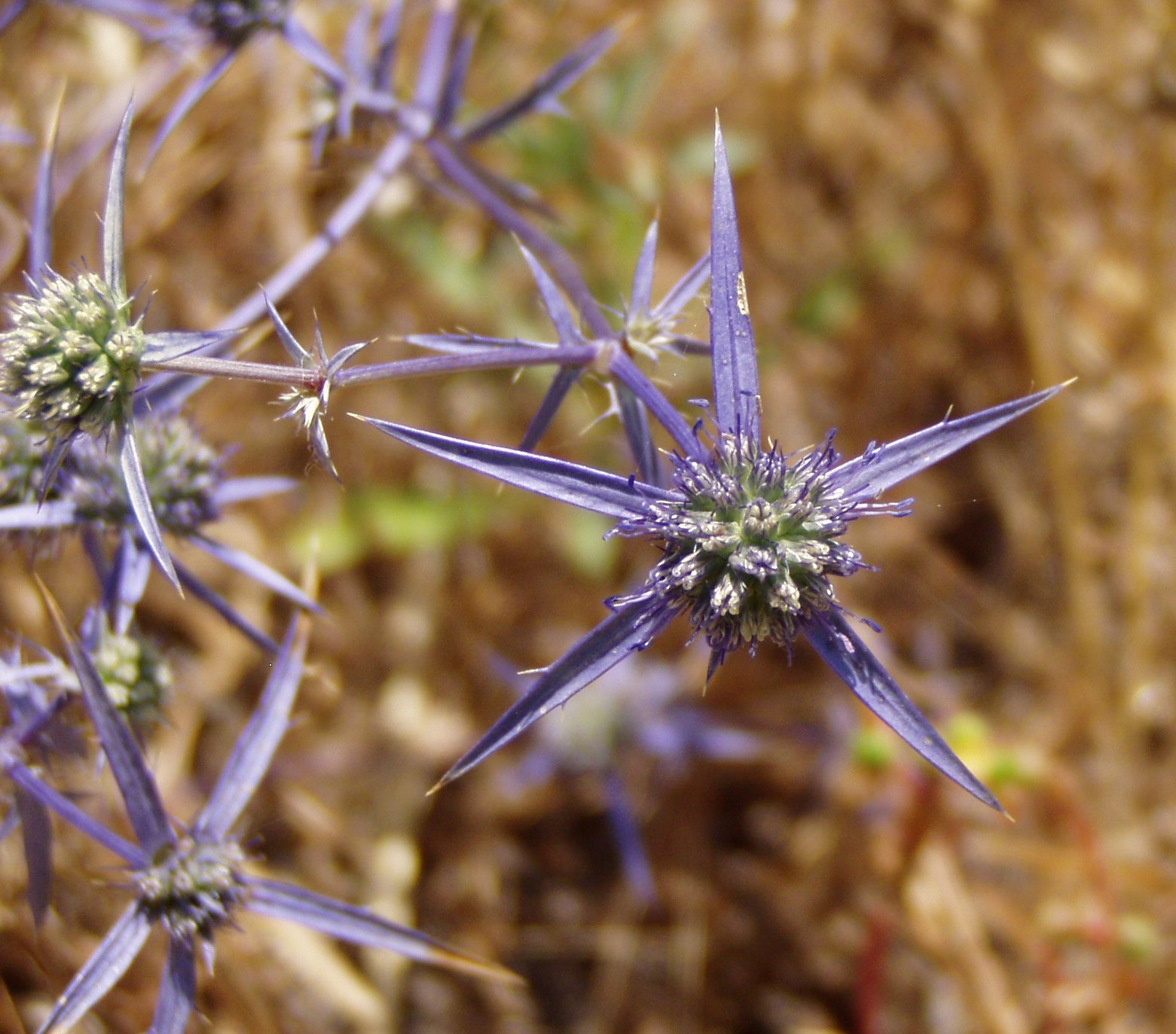
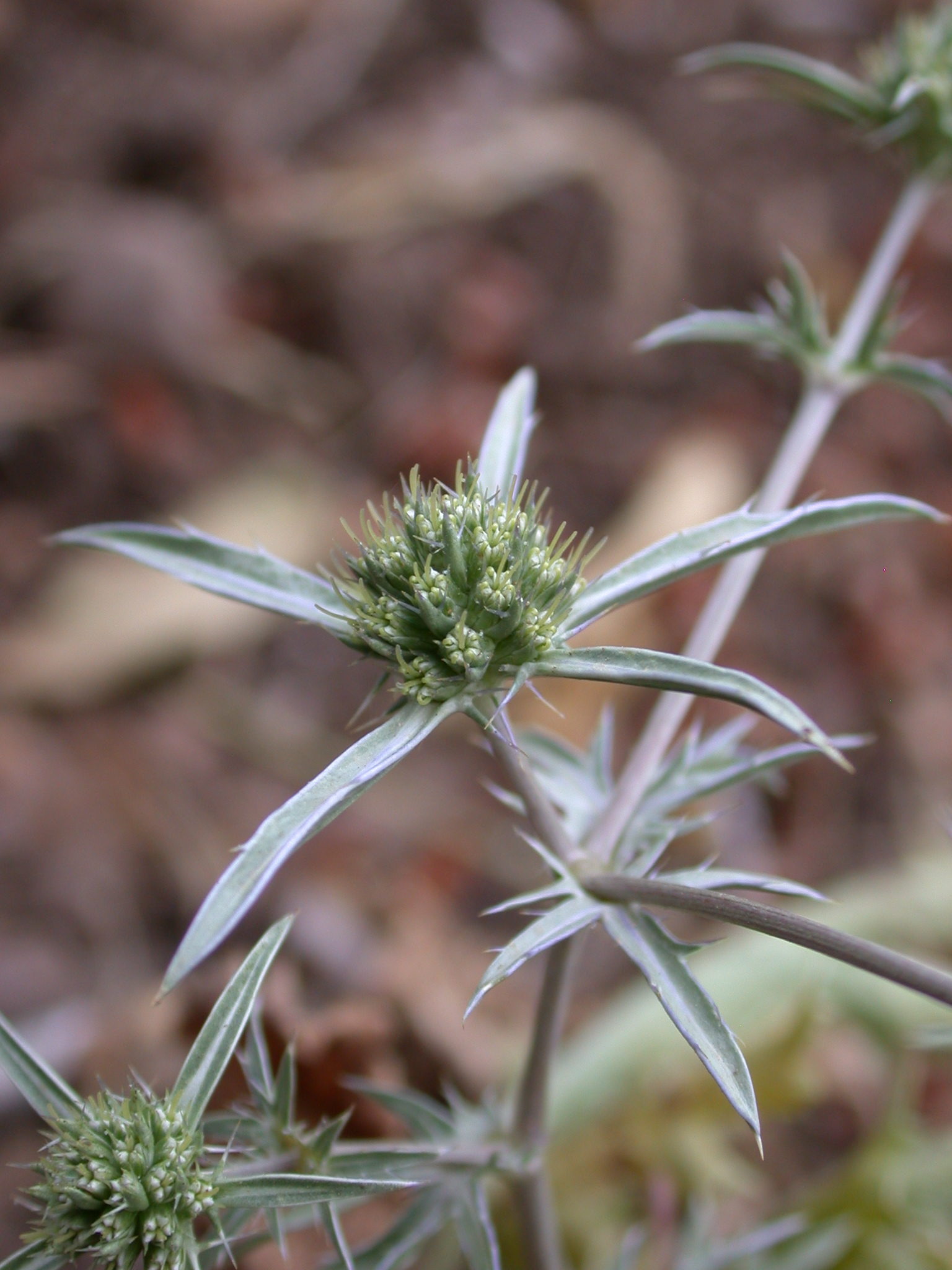
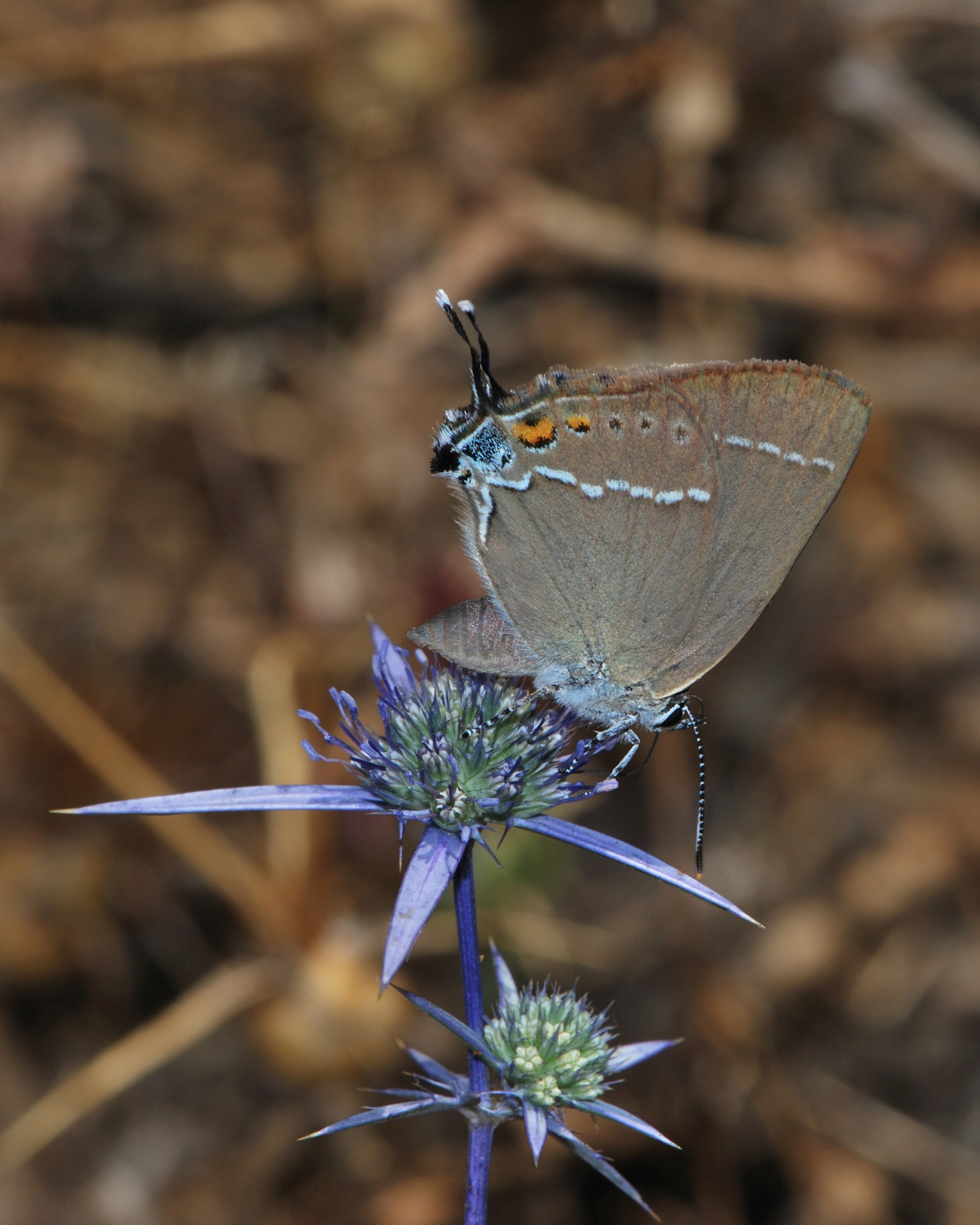